# 鄭蘋茹

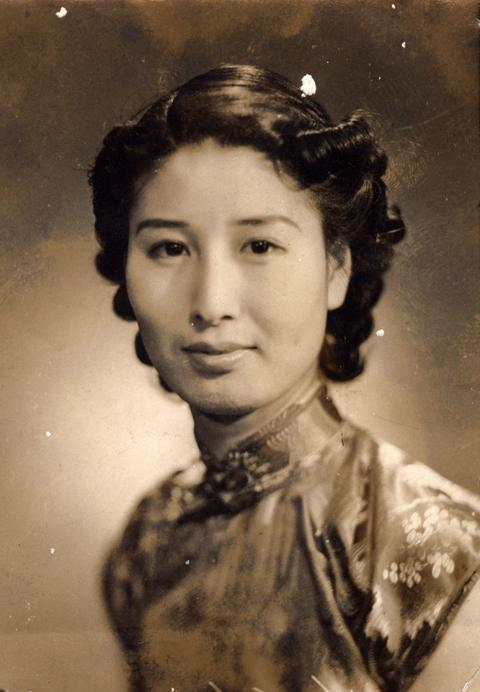
テン・ピンルー

鄭 蘋茹（てい ひんじょ、中国語: 鄭蘋如。1918年 - 1940年2月）は中華民国の特務・スパイ。

## 事跡
1918年（民国7年）、浙江省蘭渓市に生まれた。父・鄭越原は孫文を慕って中国同盟会に参加した事があり、母は日本人だったこともあって、早くから日本に対して、親近感を抱いていた。1932年～1934年にかけて上海の明光中学（民光中学とする説もある）高等部に在籍。後に自身の運命を決定づける丁黙邨は同校の代表理事であった時期があり、このときに二人は出会っていた可能性がある。

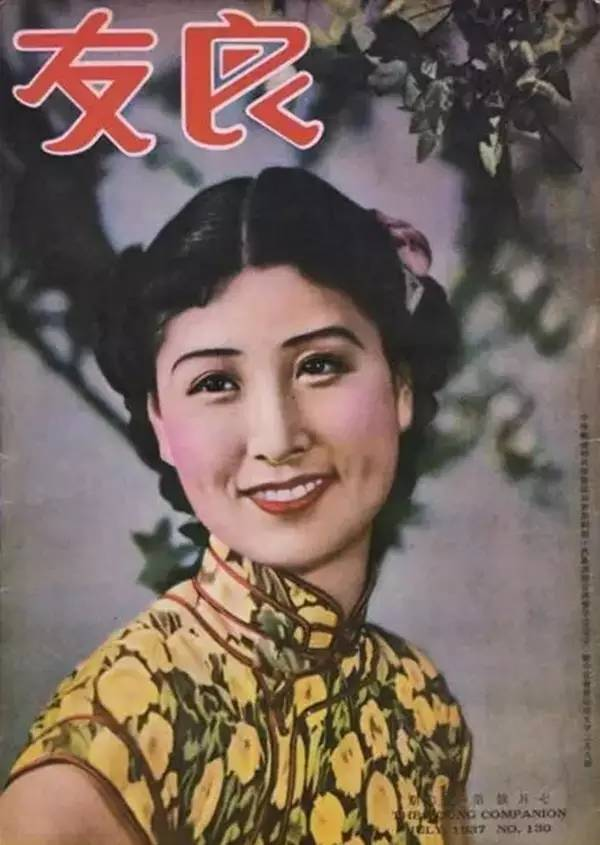
雑誌『良友』の表紙を飾る

美貌でしなやかな肢体を持っていたと言われ、上海のグラビア雑誌『良友画報』の表紙を飾った事もあった。やがて自身の容貌を活かして、抗日運動に身を投じ、その過程で近衛文隆（近衛文麿元首相の長男）と知り合った。しかし、1939年6月4日に近衛暗殺未遂事件があり、危険を察知した大日本帝国陸軍幹部は近衛を日本に送還（その後、満州へ召集令状が出された）し、二人の関係は終わった。
その後、重慶国民政府の特務機関・中央統計局から重大な命令が下る。それは、汪兆銘政権傘下の特工総部（ジェスフィールド76号）の指導者となっていた丁黙邨を暗殺せよというものであった。鄭は丁に近づき、1939年12月21日、丁の暗殺計画を実行するも失敗に終わった。そして特工総部に出頭し、そこで構成員の林之江らに捕らえられ、監禁された。
1940年2月の春節前、林らによって上海郊外の滬西区中山路に連行され、銃殺された。享年22。
没後、中央統計局の後身である中華民国法務部調査局より殉職烈士に認定され、また彼女の悲劇と数々のロマンスは、多くの小説・映画のモデルとなっている。

## 家族

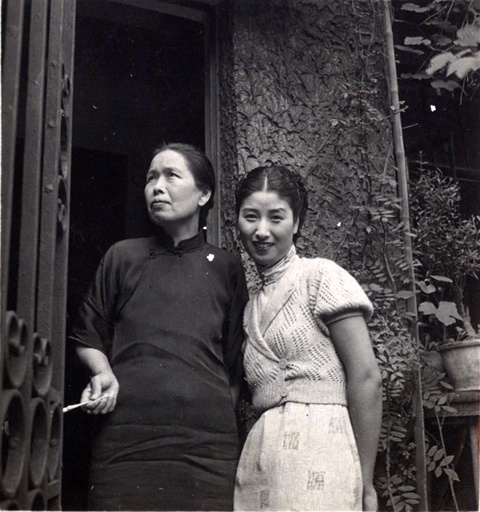
母・木村花子と

- 父・鄭越原（字・英伯。1878年12月24日 - 1943年4月8日）
1878年12月24日、浙江省蘭渓市生まれ。法政大学に留学し、法学の学士号を取得。その後、孫文を慕って[4]中国同盟会に参加。復旦大学教授を経て、南京の江蘇省高等法院第二分院主席検察官（日本の検事に相当）に着任。しかし、蘋茹と真如（蘋茹の姉）に相次いで先立たれた事により、癌を発症。1943年4月8日に64歳で死去。
- 母・鄭華君（1886年 - 1966年1月5日）
日本人。日本名：木村花子（はな）。名門士族の令嬢で、越原の日本留学中に知り合い結婚した。結婚後は中国に移住したが、日中戦争および直後の国共内戦の激化と共に中国国民党に追従する形で、台湾へ移住。同地で1966年1月5日に死去した。亡くなった際に、蔣介石より「教忠有方」（教えが忠実で正しい）という書の入った額を贈呈されている。
- 姉・鄭真如（1912年 - 1934年）
病弱で、結婚して子供を授かるも、1934年に22歳で死去した。
- 兄・鄭海澄（1916年10月28日 - 1944年1月19日）
1936年～1937年に訪日して名古屋飛行学校（名古屋市守山区）で航空機の操縦を学んだ。帰国後、空軍軍官学校11期生として卒業し中華民国空軍第4大隊24中隊[5]に入るも、1944年1月19日に重慶での訓練飛行中（日本軍との戦闘中だったとも）に27歳で墜落死した。最終階級は中尉。
- 弟・鄭南陽（1919年1月3日 - 2003年）
兄と共に1936年～1937年に来日して成城学校で語学を学んだ。その後、帰国してからは医学の道に進み、上海東南医学院（現安微医学院）を卒業。終戦後の1945年には南満州鉄道経営の奉天南満医大で研修を積み、開業医となった。中華人民共和国成立後は、崋山病院（復旦大学付属病院）に勤務。1980年代初頭にアメリカへ移住し、2003年に84歳で死去した。
- 妹・鄭天如（1923年 - ）
蘋茹の刑死後、相次ぐ誘拐の危険から逃れるために成都で避難。成都で結婚後は、母と共に1948年12月に台湾に移住。台湾国府監察院で父の友人の秘書を務めた後、アメリカに渡り、ロサンゼルスで暮らしている。家族の中では唯一の存命者であり、近年は蘋茹（や関係者）の語り部的な存在となっている。

## 鄭蘋茹をモデルとした作品
以下に鄭蘋茹をモデルとした作品を挙げる。女スパイとしての描写もあるが、美貌とセクシーを活かしたお色気キャラとして描かれる事も多い。

### 小説
- 『色・戒』
張愛玲（アイリーン・チャン）の短編小説。小説集『惘然記』に収録。鄭蘋茹を取り上げた最初の作品。
- 『夢顔さんによろしく 最後の貴公子・近衛文隆の生涯』
西木正明の小説。1999年7月に文藝春秋より発売[6]。その後、集英社文庫で文庫本にもなっている。近衛文隆とのロマンス及び鄭蘋茹の最期が描かれている。
- 『上海エイレーネー』 ISBN 978-4434187698
大薗治夫の2014年の小説。本作の主人公で、日中間の和平工作に奔走する女性スパイ趙靄若は鄭蘋茹をモデルとしている。最新資料や証言に基づいて、鄭蘋茹のより素顔に近い姿を描くことが試みられている[7]。
- 『女スパイ鄭蘋茹（テンピンルー）の死』
橘かがりの小説。2023年3月に徳間文庫より発売。

### 映画
- 『ラスト、コーション』
上記の小説『色・戒』を映画化した作品。2007年公開で、監督はアン・リー。劇中に鄭蘋茹をモデルとした女スパイ・王佳芝（ワン・チアチー。演:タン・ウェイ）が登場する。激しい性描写が話題となり、アメリカではNC-17指定、日本ではR-18指定、中国では7分間短縮されたバージョンが公開されている。

### テレビドラマ
- 『上海，上海（中国語版）』
2010年放送の中国のテレビドラマ。劇中に鄭蘋茹をモデルとした劉暁男なる人物（演:レジーナ・ワン）が登場する。日本未公開。

### ゲーム
- 『魔都拳侠傳 マスクド上海』
2008年3月7日にライアーソフトから発売されたアダルトゲーム。ゲーム中に鄭蘋茹（テン・ピンルー。演:天水るみ）なる人物が登場し、上海高等法院の主席検察官を務める日中ハーフの女性[8]と言う設定になっている。

### 漫画
- 『龍-RON-』
鄭蘋茹をモデルにしたピンユーというキャラが登場する。ヒロイン・田鶴ていと瓜二つの姿という設定。